# ノスロテリオプス
ノスロテリオプス(Nothrotheriops)は、鮮新世から完新世に生息した異節類の属である。シャスタオオナマケモノ（シャスタナマケモノ）とも呼ばれる地上性ナマケモノ (ground sloth) の仲間である。

## 形態

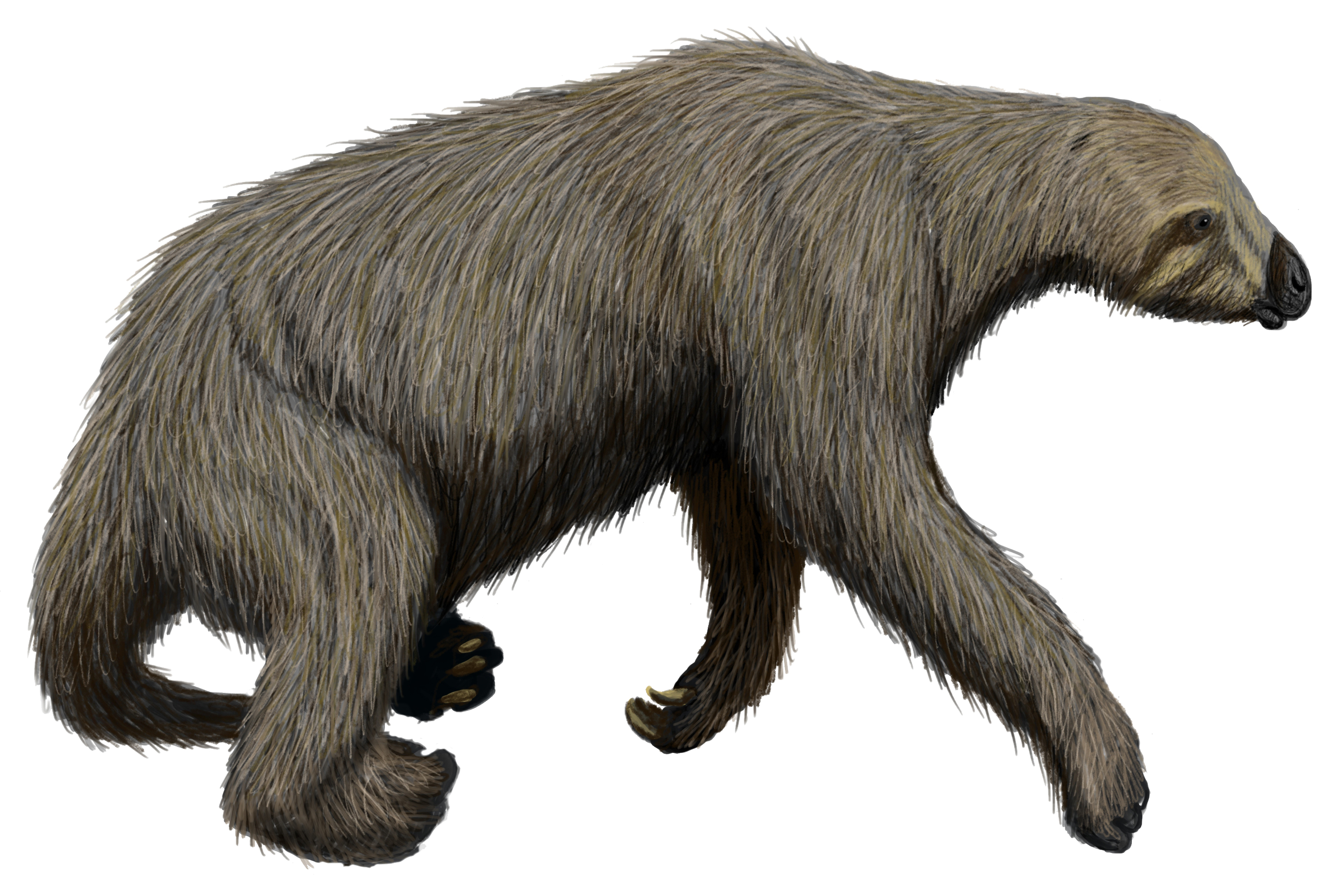
Nothrotheriops shastensisの復元想像画。

大型の動物ではあったが、メガテリウムやエレモテリウムなどと比べると小型であった。北アメリカに生息していた同類としては最も小さかったが、それでも体長2.7メートル、体重240キログラムと現生の樹上性のナマケモノよりは遥かに大きかった。
頭骨の構造は他のオオナマケモノ類とくらべてやや原始的であり、歯が退化した上顎骨は南米のものと比べるとやや幅広であるが、全体的に見れば細長く、口の部分が狭くなっていた。この事から、葉や餌などを巻き取る（en）のに適した長い舌を持っていた。また、他の地上性ナマケモノと同じく前腕には強力な爪を備えていた。

## 生態

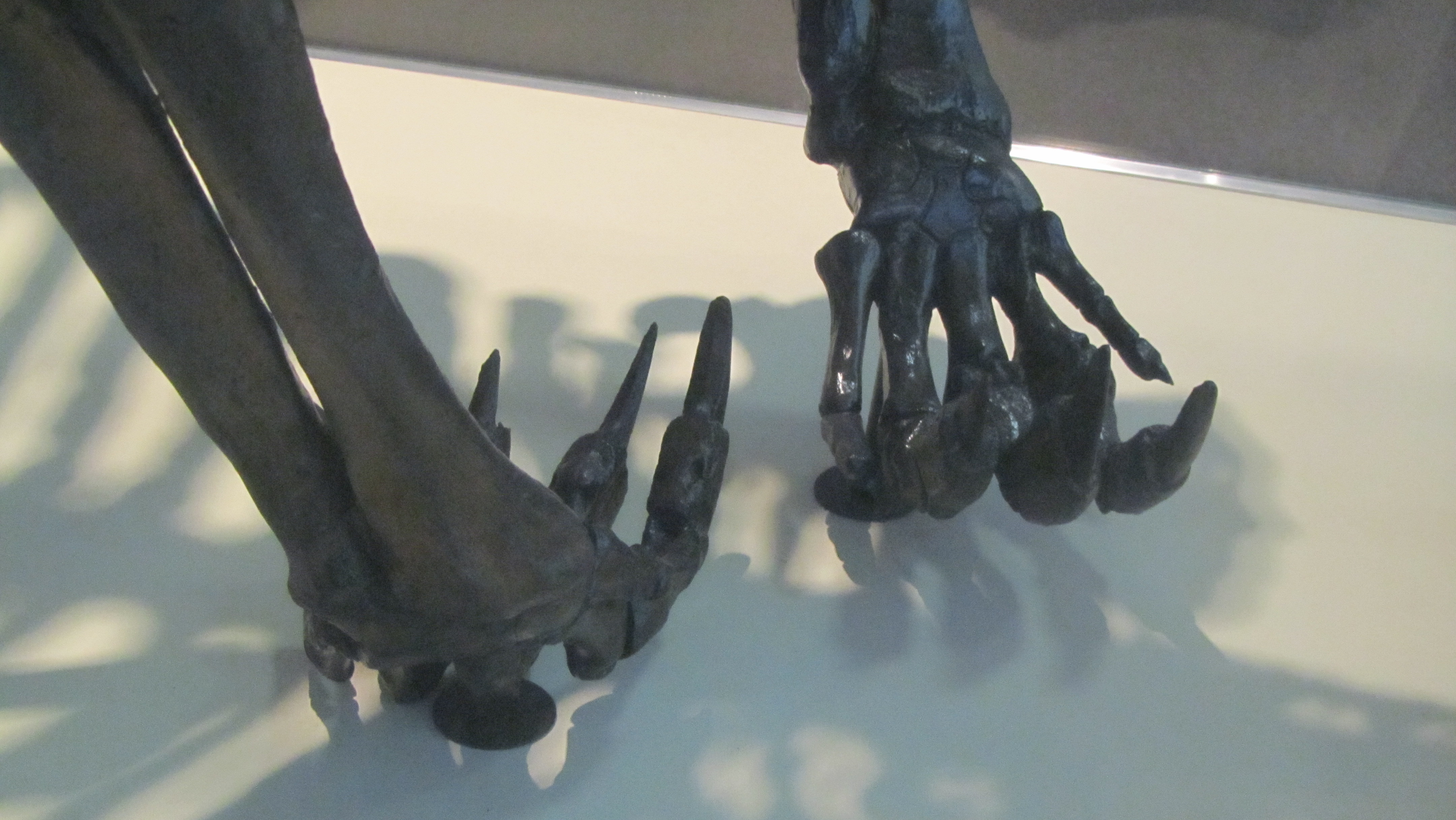
復元された骨格の爪。

地上性ナマケモノの例に漏れず、木に登らず地上での生活に特化した、鈍重で決して素早くないが後ろ脚を使って直立することを可能としていた。前腕の発達した爪を使って餌となる枝を手繰り寄せたり、ダイアウルフのような天敵から身を守る武器としても使っていた。普段は単独または少数で行動することが多く、繁殖の季節以外は群れなかった。
草食動物であり、糞の化石の内容物からジョシュアツリーの果実、デザートグローブマロウ（Sphaeralcea ambigua）、サボテン、ユッカ、その他の砂漠性の植物を食べていたことが判明しており。また、ジョシュアツリーの種子散布の役割を行っていたことでも知られている。

## 分布

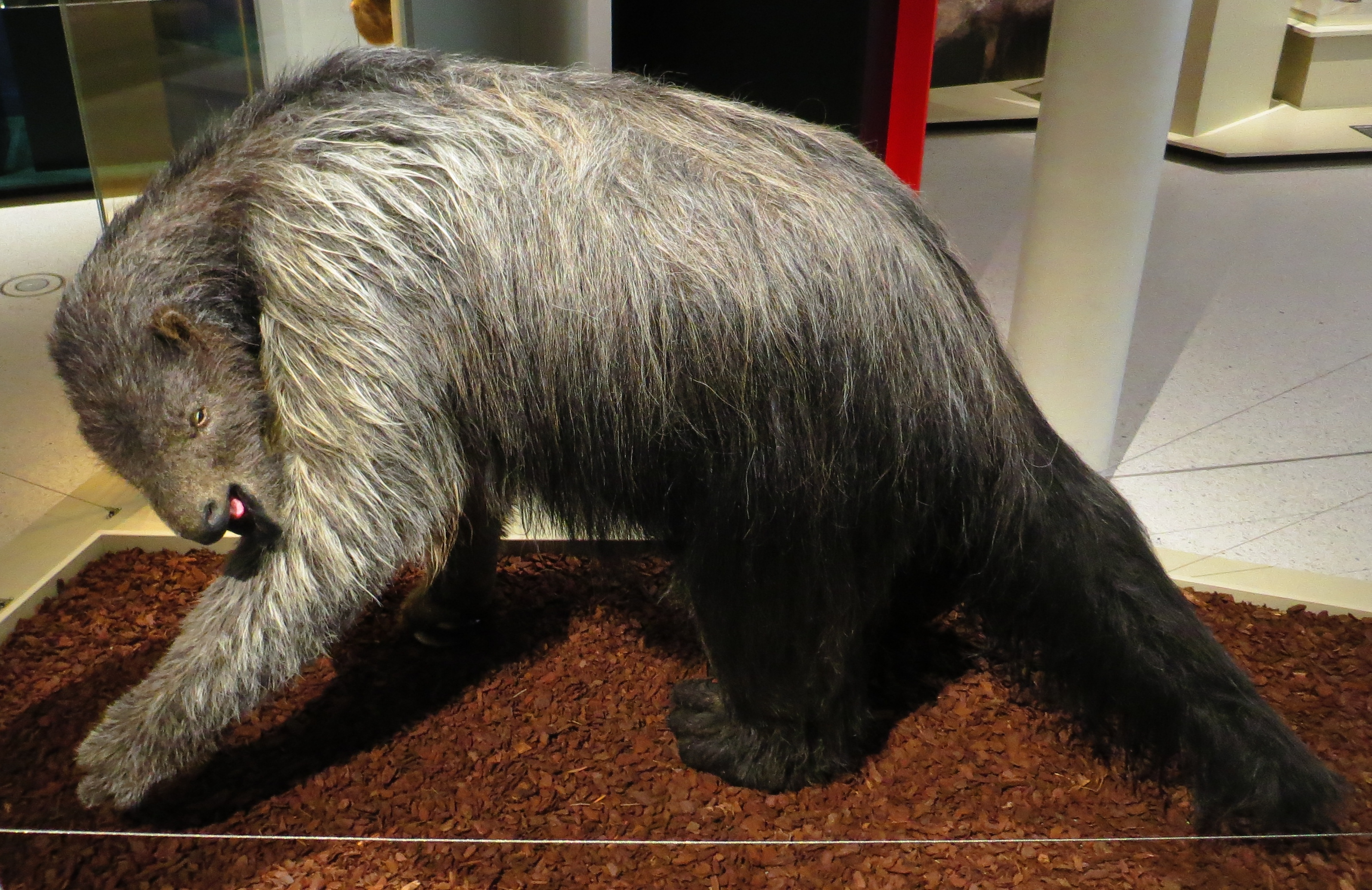
体表には体毛を生やしていたと考えられている。

エレモテリウムやパラミロドン（Paramylodon）などと共にアメリカ大陸間大交差によって北アメリカに分布を拡大させたが、アラスカやカナダにまで拡散したメガロニクス（Megalonyx）とは異なり、ノスロテリオプスの主な分布圏は温暖なアメリカ合衆国南西部のカリフォルニア州やアリゾナ州やニューメキシコ州などやメキシコ中部であった。グランドキャニオンのランパート洞窟からは、保存状態の良い化石が多く残されており、体毛や糞までもが保存されているため、古生物学者たちは放射性炭素年代測定法を用いて生息年代の特定に成功している。
生息環境は地中海型気候であり、乾燥した地域の森林から湿地のような土地も利用していた。ノスロテリオプスが発見されてきた地域からは他にもプロングホーン、野生馬、ラクダ類などの化石が産出している。

## 絶滅
ノスロテリオプスにとどまらず地上性ナマケモノは更新世末期以降に一斉に絶滅しており、ノスロテリオプスを含めた5属（ノスロテリオプス、キャメロプス（Camelops）、ウマ、マストドン、マンモス）はほぼ同時期に絶滅している。これらの生物は人間によって狩り尽くされた、あるいは激しい気候変動などの要因によって追い詰められたと思わしい。